# Cryptotis griseoventris
Cryptotis griseoventris is een zoogdier uit de familie van de spitsmuizen (Soricidae). De wetenschappelijke naam van de soort werd voor het eerst geldig gepubliceerd door Jackson in 1933.